# Tirrena-Adriàtica 2022
La Tirrena-Adriàtica 2022, 57a edició de la Tirrena-Adriàtica, es disputarà entre el 7 i el 13 de març de 2022 sobre un recorregut de 1.131,9 km repartits entre set etapes, la primera d'elles una contrarellotge individual. La cursa forma part de l'UCI World Tour 2022.
El clar vencedor final fou l'eslovè Tadej Pogačar (UAE Team Emirates), vencedor també de dues etapes i de la classificació per punts i dels joves, que s'imposà per quasi dos minuts de diferència a Jonas Vingegaard (Team Jumbo-Visma) i per més de dos minuts i mig a Mikel Landa (Bahrain Victorious).

## Equips
En la cursa hi prendran part els 18 equips UCI WorldTeams més sis equips de categoria UCI ProTeam. Cada equip pot alinear un màxim de set ciclistes.
| WorldTeams (18)- AG2R Citroën Team - Astana Qazaqstan Team - Bahrain Victorious - Bora-Hansgrohe - Cofidis - EF Education-EasyPost - Groupama-FDJ - Ineos Grenadiers - Intermarché-Wanty-Gobert Matériaux - Israel-Premier Tech - Jumbo-Visma - Lotto-Soudal - Movistar Team - Quick-Step Alpha Vinyl - BikeExchange-Jayco - Team DSM - Trek-Segafredo - UAE Team Emirates ProTeams (6)- Alpecin-Fenix - Arkéa-Samsic - Bardiani-CSF-Faizanè - Drone Hopper-Androni Giocattoli - Eolo-Kometa - TotalEnergies |
| |

## Etapes
| Etapa    | Data       | Ciutats d'etapa                                     | type                      | Distància (km) | Desnivell (m) | Vencedor de l'etapa | Líder de la general |
| -------- | ---------- | --------------------------------------------------- | ------------------------- | -------------- | ------------- | ------------------- | ------------------- |
| 1a etapa | 7 de març  | Lido di Camaiore – Lido di Camaiore                 | contrarellotge individual | 13,9           | 4 m           | Filippo Ganna       | Filippo Ganna       |
| 2a etapa | 8 de març  | Camaiore – Sovicille                                | etapa accidentada         | 219            | 2.144 m       | Tim Merlier         | Filippo Ganna       |
| 3a etapa | 9 de març  | Murlo – Terni                                       | etapa plana               | 170            | 2.063 m       | Caleb Ewan          | Filippo Ganna       |
| 4a etapa | 10 de març | Cascata delle Marmore – Bellante                    | etapa de mitja muntanya   | 202            | 3.092 m       | Tadej Pogačar       | Tadej Pogačar       |
| 5a etapa | 11 de març | Sefro – Fermo                                       | etapa de muntanya         | 155            | 2.402 m       | Warren Barguil      | Tadej Pogačar       |
| 6a etapa | 12 de març | Apecchio – Carpegna                                 | etapa de muntanya         | 213            | 3.817 m       | Tadej Pogačar       | Tadej Pogačar       |
| 7a etapa | 13 de març | San Benedetto del Tronto – San Benedetto del Tronto | etapa plana               | 159            | 1.296 m       | Phil Bauhaus        | Tadej Pogačar       |

### Etapa 1
Lido di Camaiore – Lido di Camaiore, 7 de març, 13,9 km
| \| Classificació de l'etapa \| Classificació de l'etapa \| Classificació de l'etapa \| Classificació de l'etapa \| Classificació de l'etapa \| \| Corredor \| Corredor \| Equip \| Temps \| \| \| ------------------------ \| ------------------------ \| ------------------------ \| ------------------------ \| ------------------------ \| \| 1r \| Filippo Ganna \| Ineos Grenadiers \| 15' 17" \| \| \| 2n \| Remco Evenepoel \| Quick-Step Alpha Vinyl \| + 11" \| \| \| 3r \| Tadej Pogačar \| UAE Team Emirates \| + 18" \| \| \| 4t \| Kasper Asgreen \| Quick-Step Alpha Vinyl \| + 24" \| \| \| 5è \| Alex Dowsett \| Israel-Premier Tech \| + 25" \| \| \| 6è \| Thymen Arensman \| Team DSM \| + 28" \| \| \| 7è \| Tobias Ludvigsson \| Groupama-FDJ \| + 32" \| \| \| 8è \| Jos van Emden \| Jumbo-Visma \| + 33" \| \| \| 9è \| Mikkel Bjerg \| UAE Team Emirates \| + 39" \| \| \| 10è \| Matteo Sobrero \| BikeExchange-Jayco \| + 39" \| \| |                   |                        |         |
| |                   |                        |         |
| Font: ProCyclingStats |                   |                        |         |
| Classificació de l'etapa |                   |                        |         |
| Corredor | Corredor          | Equip                  | Temps   |
| 1r | Filippo Ganna     | Ineos Grenadiers       | 15' 17" |
| 2n | Remco Evenepoel   | Quick-Step Alpha Vinyl | + 11"   |
| 3r | Tadej Pogačar     | UAE Team Emirates      | + 18"   |
| 4t | Kasper Asgreen    | Quick-Step Alpha Vinyl | + 24"   |
| 5è | Alex Dowsett      | Israel-Premier Tech    | + 25"   |
| 6è | Thymen Arensman   | Team DSM               | + 28"   |
| 7è | Tobias Ludvigsson | Groupama-FDJ           | + 32"   |
| 8è | Jos van Emden     | Jumbo-Visma            | + 33"   |
| 9è | Mikkel Bjerg      | UAE Team Emirates      | + 39"   |
| 10è | Matteo Sobrero    | BikeExchange-Jayco     | + 39"   |

| \| Classificació general \| Classificació general \| Classificació general \| Classificació general \| Classificació general \| \| Corredor \| Corredor \| Equip \| Temps \| \| \| --------------------- \| --------------------- \| ---------------------- \| --------------------- \| --------------------- \| \| 1r \| Filippo Ganna \| Ineos Grenadiers \| 15' 17" \| \| \| 2n \| Remco Evenepoel \| Quick-Step Alpha Vinyl \| + 11" \| \| \| 3r \| Tadej Pogačar \| UAE Team Emirates \| + 18" \| \| \| 4t \| Kasper Asgreen \| Quick-Step Alpha Vinyl \| + 24" \| \| \| 5è \| Alex Dowsett \| Israel-Premier Tech \| + 25" \| \| \| 6è \| Thymen Arensman \| Team DSM \| + 28" \| \| \| 7è \| Tobias Ludvigsson \| Groupama-FDJ \| + 32" \| \| \| 8è \| Jos van Emden \| Jumbo-Visma \| + 33" \| \| \| 9è \| Mikkel Bjerg \| UAE Team Emirates \| + 39" \| \| \| 10è \| Matteo Sobrero \| BikeExchange-Jayco \| + 39" \| \| |                   |                        |         |
| |                   |                        |         |
| Font: ProCyclingStats |                   |                        |         |
| Classificació general |                   |                        |         |
| Corredor | Corredor          | Equip                  | Temps   |
| 1r | Filippo Ganna     | Ineos Grenadiers       | 15' 17" |
| 2n | Remco Evenepoel   | Quick-Step Alpha Vinyl | + 11"   |
| 3r | Tadej Pogačar     | UAE Team Emirates      | + 18"   |
| 4t | Kasper Asgreen    | Quick-Step Alpha Vinyl | + 24"   |
| 5è | Alex Dowsett      | Israel-Premier Tech    | + 25"   |
| 6è | Thymen Arensman   | Team DSM               | + 28"   |
| 7è | Tobias Ludvigsson | Groupama-FDJ           | + 32"   |
| 8è | Jos van Emden     | Jumbo-Visma            | + 33"   |
| 9è | Mikkel Bjerg      | UAE Team Emirates      | + 39"   |
| 10è | Matteo Sobrero    | BikeExchange-Jayco     | + 39"   |

### Etapa 2
Camaiore – Sovicille, 8 de març, 219 km
| \| Classificació de l'etapa \| Classificació de l'etapa \| Classificació de l'etapa \| Classificació de l'etapa \| Classificació de l'etapa \| \| Corredor \| Corredor \| Equip \| Temps \| \| \| ------------------------ \| ------------------------ \| ------------------------ \| ------------------------ \| ------------------------ \| \| 1r \| Tim Merlier \| Alpecin-Fenix \| 5h 25' 23" \| \| \| 2n \| Olav Kooij \| Jumbo-Visma \| + 0" \| \| \| 3r \| Kaden Groves \| BikeExchange-Jayco \| + 0" \| \| \| 4t \| Peter Sagan \| TotalEnergies \| + 0" \| \| \| 5è \| Simone Consonni \| Cofidis \| + 0" \| \| \| 6è \| Phil Bauhaus \| Bahrain Victorious \| + 0" \| \| \| 7è \| Davide Ballerini \| Quick-Step Alpha Vinyl \| + 0" \| \| \| 8è \| Giacomo Nizzolo \| Israel-Premier Tech \| + 0" \| \| \| 9è \| Jacopo Guarnieri \| Groupama-FDJ \| + 0" \| \| \| 10è \| Andrea Vendrame \| AG2R Citroën Team \| + 0" \| \| |                  |                        |            |
| |                  |                        |            |
| Font: ProCyclingStats |                  |                        |            |
| Classificació de l'etapa |                  |                        |            |
| Corredor | Corredor         | Equip                  | Temps      |
| 1r | Tim Merlier      | Alpecin-Fenix          | 5h 25' 23" |
| 2n | Olav Kooij       | Jumbo-Visma            | + 0"       |
| 3r | Kaden Groves     | BikeExchange-Jayco     | + 0"       |
| 4t | Peter Sagan      | TotalEnergies          | + 0"       |
| 5è | Simone Consonni  | Cofidis                | + 0"       |
| 6è | Phil Bauhaus     | Bahrain Victorious     | + 0"       |
| 7è | Davide Ballerini | Quick-Step Alpha Vinyl | + 0"       |
| 8è | Giacomo Nizzolo  | Israel-Premier Tech    | + 0"       |
| 9è | Jacopo Guarnieri | Groupama-FDJ           | + 0"       |
| 10è | Andrea Vendrame  | AG2R Citroën Team      | + 0"       |

| \| Classificació general \| Classificació general \| Classificació general \| Classificació general \| Classificació general \| \| Corredor \| Corredor \| Equip \| Temps \| \| \| --------------------- \| --------------------- \| ---------------------- \| --------------------- \| --------------------- \| \| 1r \| Filippo Ganna \| Ineos Grenadiers \| 5h 40' 40" \| \| \| 2n \| Remco Evenepoel \| Quick-Step Alpha Vinyl \| + 11" \| \| \| 3r \| Tadej Pogačar \| UAE Team Emirates \| + 17" \| \| \| 4t \| Kasper Asgreen \| Quick-Step Alpha Vinyl \| + 24" \| \| \| 5è \| Alex Dowsett \| Israel-Premier Tech \| + 25" \| \| \| 6è \| Thymen Arensman \| Team DSM \| + 28" \| \| \| 7è \| Tobias Ludvigsson \| Groupama-FDJ \| + 32" \| \| \| 8è \| Jos van Emden \| Jumbo-Visma \| + 33" \| \| \| 9è \| Matteo Sobrero \| BikeExchange-Jayco \| + 39" \| \| \| 10è \| Lawson Craddock \| BikeExchange-Jayco \| + 39" \| \| |                   |                        |            |
| |                   |                        |            |
| Font: ProCyclingStats |                   |                        |            |
| Classificació general |                   |                        |            |
| Corredor | Corredor          | Equip                  | Temps      |
| 1r | Filippo Ganna     | Ineos Grenadiers       | 5h 40' 40" |
| 2n | Remco Evenepoel   | Quick-Step Alpha Vinyl | + 11"      |
| 3r | Tadej Pogačar     | UAE Team Emirates      | + 17"      |
| 4t | Kasper Asgreen    | Quick-Step Alpha Vinyl | + 24"      |
| 5è | Alex Dowsett      | Israel-Premier Tech    | + 25"      |
| 6è | Thymen Arensman   | Team DSM               | + 28"      |
| 7è | Tobias Ludvigsson | Groupama-FDJ           | + 32"      |
| 8è | Jos van Emden     | Jumbo-Visma            | + 33"      |
| 9è | Matteo Sobrero    | BikeExchange-Jayco     | + 39"      |
| 10è | Lawson Craddock   | BikeExchange-Jayco     | + 39"      |

### Etapa 3
Murlo – Terni, 9 de març, 170 km
| \| Classificació de l'etapa \| Classificació de l'etapa \| Classificació de l'etapa \| Classificació de l'etapa \| Classificació de l'etapa \| \| Corredor \| Corredor \| Equip \| Temps \| \| \| ------------------------ \| ------------------------ \| ------------------------ \| ------------------------ \| ------------------------ \| \| 1r \| Caleb Ewan \| Lotto-Soudal \| 4h 27' 04" \| \| \| 2n \| Arnaud Démare \| Groupama-FDJ \| + 0" \| \| \| 3r \| Olav Kooij \| Jumbo-Visma \| + 0" \| \| \| 4t \| Nacer Bouhanni \| Arkéa-Samsic \| + 0" \| \| \| 5è \| Tim Merlier \| Alpecin-Fenix \| + 0" \| \| \| 6è \| Pascal Ackermann \| UAE Team Emirates \| + 0" \| \| \| 7è \| Phil Bauhaus \| Bahrain Victorious \| + 0" \| \| \| 8è \| Simone Consonni \| Cofidis \| + 0" \| \| \| 9è \| Elia Viviani \| Ineos Grenadiers \| + 0" \| \| \| 10è \| Matteo Moschetti \| Trek-Segafredo \| + 0" \| \| |                  |                    |            |
| |                  |                    |            |
| Font: ProCyclingStats |                  |                    |            |
| Classificació de l'etapa |                  |                    |            |
| Corredor | Corredor         | Equip              | Temps      |
| 1r | Caleb Ewan       | Lotto-Soudal       | 4h 27' 04" |
| 2n | Arnaud Démare    | Groupama-FDJ       | + 0"       |
| 3r | Olav Kooij       | Jumbo-Visma        | + 0"       |
| 4t | Nacer Bouhanni   | Arkéa-Samsic       | + 0"       |
| 5è | Tim Merlier      | Alpecin-Fenix      | + 0"       |
| 6è | Pascal Ackermann | UAE Team Emirates  | + 0"       |
| 7è | Phil Bauhaus     | Bahrain Victorious | + 0"       |
| 8è | Simone Consonni  | Cofidis            | + 0"       |
| 9è | Elia Viviani     | Ineos Grenadiers   | + 0"       |
| 10è | Matteo Moschetti | Trek-Segafredo     | + 0"       |

| \| Classificació general \| Classificació general \| Classificació general \| Classificació general \| Classificació general \| \| Corredor \| Corredor \| Equip \| Temps \| \| \| --------------------- \| --------------------- \| ---------------------- \| --------------------- \| --------------------- \| \| 1r \| Filippo Ganna \| Ineos Grenadiers \| 9h 48' 04" \| \| \| 2n \| Remco Evenepoel \| Quick-Step Alpha Vinyl \| + 11" \| \| \| 3r \| Tadej Pogačar \| UAE Team Emirates \| + 14" \| \| \| 4t \| Kasper Asgreen \| Quick-Step Alpha Vinyl \| + 24" \| \| \| 5è \| Alex Dowsett \| Israel-Premier Tech \| + 25" \| \| \| 6è \| Thymen Arensman \| Team DSM \| + 28" \| \| \| 7è \| Tobias Ludvigsson \| Groupama-FDJ \| + 32" \| \| \| 8è \| Jos van Emden \| Jumbo-Visma \| + 33" \| \| \| 9è \| Matteo Sobrero \| BikeExchange-Jayco \| + 39" \| \| \| 10è \| Lawson Craddock \| BikeExchange-Jayco \| + 39" \| \| |                   |                        |            |
| |                   |                        |            |
| Font: ProCyclingStats |                   |                        |            |
| Classificació general |                   |                        |            |
| Corredor | Corredor          | Equip                  | Temps      |
| 1r | Filippo Ganna     | Ineos Grenadiers       | 9h 48' 04" |
| 2n | Remco Evenepoel   | Quick-Step Alpha Vinyl | + 11"      |
| 3r | Tadej Pogačar     | UAE Team Emirates      | + 14"      |
| 4t | Kasper Asgreen    | Quick-Step Alpha Vinyl | + 24"      |
| 5è | Alex Dowsett      | Israel-Premier Tech    | + 25"      |
| 6è | Thymen Arensman   | Team DSM               | + 28"      |
| 7è | Tobias Ludvigsson | Groupama-FDJ           | + 32"      |
| 8è | Jos van Emden     | Jumbo-Visma            | + 33"      |
| 9è | Matteo Sobrero    | BikeExchange-Jayco     | + 39"      |
| 10è | Lawson Craddock   | BikeExchange-Jayco     | + 39"      |

### Etapa 4
Cascade des Marmore – Bellante, 10 de març, 202 km
| \| Classificació de l'etapa \| Classificació de l'etapa \| Classificació de l'etapa \| Classificació de l'etapa \| Classificació de l'etapa \| \| Corredor \| Corredor \| Equip \| Temps \| \| \| ------------------------ \| ------------------------ \| ------------------------ \| ------------------------ \| ------------------------ \| \| 1r \| Tadej Pogačar \| UAE Team Emirates \| 4h 48' 39" \| \| \| 2n \| Jonas Vingegaard \| Jumbo-Visma \| + 2" \| \| \| 3r \| Victor Lafay \| Cofidis \| + 2" \| \| \| 4t \| Remco Evenepoel \| Quick-Step Alpha Vinyl \| + 2" \| \| \| 5è \| Giulio Ciccone \| Trek-Segafredo \| + 5" \| \| \| 6è \| Tao Geoghegan Hart \| Ineos Grenadiers \| + 5" \| \| \| 7è \| Enric Mas Nicolau \| Movistar Team \| + 5" \| \| \| 8è \| Wilco Kelderman \| Bora-Hansgrohe \| + 5" \| \| \| 9è \| Mikel Landa Meana \| Bahrain Victorious \| + 5" \| \| \| 10è \| Jai Hindley \| Bora-Hansgrohe \| + 5" \| \| |                    |                        |            |
| |                    |                        |            |
| Font: ProCyclingStats |                    |                        |            |
| Classificació de l'etapa |                    |                        |            |
| Corredor | Corredor           | Equip                  | Temps      |
| 1r | Tadej Pogačar      | UAE Team Emirates      | 4h 48' 39" |
| 2n | Jonas Vingegaard   | Jumbo-Visma            | + 2"       |
| 3r | Victor Lafay       | Cofidis                | + 2"       |
| 4t | Remco Evenepoel    | Quick-Step Alpha Vinyl | + 2"       |
| 5è | Giulio Ciccone     | Trek-Segafredo         | + 5"       |
| 6è | Tao Geoghegan Hart | Ineos Grenadiers       | + 5"       |
| 7è | Enric Mas Nicolau  | Movistar Team          | + 5"       |
| 8è | Wilco Kelderman    | Bora-Hansgrohe         | + 5"       |
| 9è | Mikel Landa Meana  | Bahrain Victorious     | + 5"       |
| 10è | Jai Hindley        | Bora-Hansgrohe         | + 5"       |

| \| Classificació general \| Classificació general \| Classificació general \| Classificació general \| Classificació general \| \| Corredor \| Corredor \| Equip \| Temps \| \| \| --------------------- \| ------------------------- \| ---------------------- \| --------------------- \| --------------------- \| \| 1r \| Tadej Pogačar \| UAE Team Emirates \| 14h 36' 47" \| \| \| 2n \| Remco Evenepoel \| Quick-Step Alpha Vinyl \| + 9" \| \| \| 3r \| Filippo Ganna \| Ineos Grenadiers \| + 21" \| \| \| 4t \| Thymen Arensman \| Team DSM \| + 36" \| \| \| 5è \| Tao Geoghegan Hart \| Ineos Grenadiers \| + 43" \| \| \| 6è \| Jonas Vingegaard \| Jumbo-Visma \| + 45" \| \| \| 7è \| Miguel Ángel López Moreno \| Astana Qazaqstan Team \| + 50" \| \| \| 8è \| Marc Soler i Giménez \| UAE Team Emirates \| + 56" \| \| \| 9è \| Richie Porte \| Ineos Grenadiers \| + 1' 02" \| \| \| 10è \| Wilco Kelderman \| Bora-Hansgrohe \| + 1' 04" \| \| |                           |                        |             |
| |                           |                        |             |
| Font: ProCyclingStats |                           |                        |             |
| Classificació general |                           |                        |             |
| Corredor | Corredor                  | Equip                  | Temps       |
| 1r | Tadej Pogačar             | UAE Team Emirates      | 14h 36' 47" |
| 2n | Remco Evenepoel           | Quick-Step Alpha Vinyl | + 9"        |
| 3r | Filippo Ganna             | Ineos Grenadiers       | + 21"       |
| 4t | Thymen Arensman           | Team DSM               | + 36"       |
| 5è | Tao Geoghegan Hart        | Ineos Grenadiers       | + 43"       |
| 6è | Jonas Vingegaard          | Jumbo-Visma            | + 45"       |
| 7è | Miguel Ángel López Moreno | Astana Qazaqstan Team  | + 50"       |
| 8è | Marc Soler i Giménez      | UAE Team Emirates      | + 56"       |
| 9è | Richie Porte              | Ineos Grenadiers       | + 1' 02"    |
| 10è | Wilco Kelderman           | Bora-Hansgrohe         | + 1' 04"    |

### Etapa 5
Sefro – Fermo, 11 de març, 155 km
| \| Classificació de l'etapa \| Classificació de l'etapa \| Classificació de l'etapa \| Classificació de l'etapa \| Classificació de l'etapa \| \| Corredor \| Corredor \| Equip \| Temps \| \| \| ------------------------ \| ------------------------ \| ------------------------ \| ------------------------ \| ------------------------ \| \| 1r \| Warren Barguil \| Arkéa-Samsic \| 3h 39' 53" \| \| \| 2n \| Xandro Meurisse \| Alpecin-Fenix \| + 10" \| \| \| 3r \| Simone Velasco \| Astana Qazaqstan Team \| + 14" \| \| \| 4t \| Nélson Oliveira \| Movistar Team \| + 15" \| \| \| 5è \| Richie Porte \| Ineos Grenadiers \| + 26" \| \| \| 6è \| Tadej Pogačar \| UAE Team Emirates \| + 28" \| \| \| 7è \| Jonas Vingegaard \| Jumbo-Visma \| + 28" \| \| \| 8è \| Enric Mas Nicolau \| Movistar Team \| + 28" \| \| \| 9è \| Remco Evenepoel \| Quick-Step Alpha Vinyl \| + 28" \| \| \| 10è \| Jai Hindley \| Bora-Hansgrohe \| + 28" \| \| |                   |                        |            |
| |                   |                        |            |
| Font: ProCyclingStats |                   |                        |            |
| Classificació de l'etapa |                   |                        |            |
| Corredor | Corredor          | Equip                  | Temps      |
| 1r | Warren Barguil    | Arkéa-Samsic           | 3h 39' 53" |
| 2n | Xandro Meurisse   | Alpecin-Fenix          | + 10"      |
| 3r | Simone Velasco    | Astana Qazaqstan Team  | + 14"      |
| 4t | Nélson Oliveira   | Movistar Team          | + 15"      |
| 5è | Richie Porte      | Ineos Grenadiers       | + 26"      |
| 6è | Tadej Pogačar     | UAE Team Emirates      | + 28"      |
| 7è | Jonas Vingegaard  | Jumbo-Visma            | + 28"      |
| 8è | Enric Mas Nicolau | Movistar Team          | + 28"      |
| 9è | Remco Evenepoel   | Quick-Step Alpha Vinyl | + 28"      |
| 10è | Jai Hindley       | Bora-Hansgrohe         | + 28"      |

| \| Classificació general \| Classificació general \| Classificació general \| Classificació general \| Classificació general \| \| Corredor \| Corredor \| Equip \| Temps \| \| \| --------------------- \| ------------------------- \| ---------------------- \| --------------------- \| --------------------- \| \| 1r \| Tadej Pogačar \| UAE Team Emirates \| 18h 17' 08" \| \| \| 2n \| Remco Evenepoel \| Quick-Step Alpha Vinyl \| + 9" \| \| \| 3r \| Thymen Arensman \| Team DSM \| + 43" \| \| \| 4t \| Jonas Vingegaard \| Jumbo-Visma \| + 45" \| \| \| 5è \| Miguel Ángel López Moreno \| Astana Qazaqstan Team \| + 1' 00" \| \| \| 6è \| Richie Porte \| Ineos Grenadiers \| + 1' 00" \| \| \| 7è \| Tao Geoghegan Hart \| Ineos Grenadiers \| + 1' 02" \| \| \| 8è \| Jai Hindley \| Bora-Hansgrohe \| + 1' 06" \| \| \| 9è \| Enric Mas Nicolau \| Movistar Team \| + 1' 11" \| \| \| 10è \| Wilco Kelderman \| Bora-Hansgrohe \| + 1' 14" \| \| |                           |                        |             |
| |                           |                        |             |
| Font: ProCyclingStats |                           |                        |             |
| Classificació general |                           |                        |             |
| Corredor | Corredor                  | Equip                  | Temps       |
| 1r | Tadej Pogačar             | UAE Team Emirates      | 18h 17' 08" |
| 2n | Remco Evenepoel           | Quick-Step Alpha Vinyl | + 9"        |
| 3r | Thymen Arensman           | Team DSM               | + 43"       |
| 4t | Jonas Vingegaard          | Jumbo-Visma            | + 45"       |
| 5è | Miguel Ángel López Moreno | Astana Qazaqstan Team  | + 1' 00"    |
| 6è | Richie Porte              | Ineos Grenadiers       | + 1' 00"    |
| 7è | Tao Geoghegan Hart        | Ineos Grenadiers       | + 1' 02"    |
| 8è | Jai Hindley               | Bora-Hansgrohe         | + 1' 06"    |
| 9è | Enric Mas Nicolau         | Movistar Team          | + 1' 11"    |
| 10è | Wilco Kelderman           | Bora-Hansgrohe         | + 1' 14"    |

### Etapa 6
Apecchio – Carpegna, 12 de març, 213 km
| \| Classificació de l'etapa \| Classificació de l'etapa \| Classificació de l'etapa \| Classificació de l'etapa \| Classificació de l'etapa \| \| Corredor \| Corredor \| Equip \| Temps \| \| \| ------------------------ \| ----------------------------- \| ------------------------ \| ------------------------ \| ------------------------ \| \| 1r \| Tadej Pogačar \| UAE Team Emirates \| 5h 28' 57" \| \| \| 2n \| Jonas Vingegaard \| Jumbo-Visma \| + 1' 03" \| \| \| 3r \| Mikel Landa Meana \| Bahrain Victorious \| + 1' 03" \| \| \| 4t \| Richie Porte \| Ineos Grenadiers \| + 1' 34" \| \| \| 5è \| Damiano Caruso \| Bahrain Victorious \| + 1' 49" \| \| \| 6è \| Jai Hindley \| Bora-Hansgrohe \| + 1' 49" \| \| \| 7è \| Thibaut Pinot \| Groupama-FDJ \| + 1' 49" \| \| \| 8è \| Giulio Ciccone \| Trek-Segafredo \| + 2' 23" \| \| \| 9è \| Peio Bilbao López de Armentia \| Bahrain Victorious \| + 2' 23" \| \| \| 10è \| Thymen Arensman \| Team DSM \| + 2' 23" \| \| |                               |                    |            |
| |                               |                    |            |
| Font: ProCyclingStats |                               |                    |            |
| Classificació de l'etapa |                               |                    |            |
| Corredor | Corredor                      | Equip              | Temps      |
| 1r | Tadej Pogačar                 | UAE Team Emirates  | 5h 28' 57" |
| 2n | Jonas Vingegaard              | Jumbo-Visma        | + 1' 03"   |
| 3r | Mikel Landa Meana             | Bahrain Victorious | + 1' 03"   |
| 4t | Richie Porte                  | Ineos Grenadiers   | + 1' 34"   |
| 5è | Damiano Caruso                | Bahrain Victorious | + 1' 49"   |
| 6è | Jai Hindley                   | Bora-Hansgrohe     | + 1' 49"   |
| 7è | Thibaut Pinot                 | Groupama-FDJ       | + 1' 49"   |
| 8è | Giulio Ciccone                | Trek-Segafredo     | + 2' 23"   |
| 9è | Peio Bilbao López de Armentia | Bahrain Victorious | + 2' 23"   |
| 10è | Thymen Arensman               | Team DSM           | + 2' 23"   |

| \| Classificació general \| Classificació general \| Classificació general \| Classificació general \| Classificació general \| \| Corredor \| Corredor \| Equip \| Temps \| \| \| --------------------- \| ----------------------------- \| --------------------- \| --------------------- \| --------------------- \| \| 1r \| Tadej Pogačar \| UAE Team Emirates \| 23h 45' 55" \| \| \| 2n \| Jonas Vingegaard \| Jumbo-Visma \| + 1' 52" \| \| \| 3r \| Mikel Landa Meana \| Bahrain Victorious \| + 2' 33" \| \| \| 4t \| Richie Porte \| Ineos Grenadiers \| + 2' 44" \| \| \| 5è \| Jai Hindley \| Bora-Hansgrohe \| + 3' 05" \| \| \| 6è \| Thymen Arensman \| Team DSM \| + 3' 16" \| \| \| 7è \| Damiano Caruso \| Bahrain Victorious \| + 3' 20" \| \| \| 8è \| Thibaut Pinot \| Groupama-FDJ \| + 3' 37" \| \| \| 9è \| Peio Bilbao López de Armentia \| Bahrain Victorious \| + 3' 51" \| \| \| 10è \| Giulio Ciccone \| Trek-Segafredo \| + 4' 03" \| \| |                               |                    |             |
| |                               |                    |             |
| Font: ProCyclingStats |                               |                    |             |
| Classificació general |                               |                    |             |
| Corredor | Corredor                      | Equip              | Temps       |
| 1r | Tadej Pogačar                 | UAE Team Emirates  | 23h 45' 55" |
| 2n | Jonas Vingegaard              | Jumbo-Visma        | + 1' 52"    |
| 3r | Mikel Landa Meana             | Bahrain Victorious | + 2' 33"    |
| 4t | Richie Porte                  | Ineos Grenadiers   | + 2' 44"    |
| 5è | Jai Hindley                   | Bora-Hansgrohe     | + 3' 05"    |
| 6è | Thymen Arensman               | Team DSM           | + 3' 16"    |
| 7è | Damiano Caruso                | Bahrain Victorious | + 3' 20"    |
| 8è | Thibaut Pinot                 | Groupama-FDJ       | + 3' 37"    |
| 9è | Peio Bilbao López de Armentia | Bahrain Victorious | + 3' 51"    |
| 10è | Giulio Ciccone                | Trek-Segafredo     | + 4' 03"    |

### Etapa 7
San Benedetto del Tronto – San Benedetto del Tronto, 13 de març, 159 km
| \| Classificació de l'etapa \| Classificació de l'etapa \| Classificació de l'etapa \| Classificació de l'etapa \| Classificació de l'etapa \| \| Corredor \| Corredor \| Equip \| Temps \| \| \| ------------------------ \| ------------------------ \| ---------------------------------- \| ------------------------ \| ------------------------ \| \| 1r \| Phil Bauhaus \| Bahrain Victorious \| 3h 39' 58" \| \| \| 2n \| Giacomo Nizzolo \| Israel-Premier Tech \| + 0" \| \| \| 3r \| Kaden Groves \| BikeExchange-Jayco \| + 0" \| \| \| 4t \| Davide Cimolai \| Cofidis \| + 0" \| \| \| 5è \| Alberto Dainese \| Team DSM \| + 0" \| \| \| 6è \| Alexander Kristoff \| Intermarché-Wanty-Gobert Matériaux \| + 0" \| \| \| 7è \| Edvald Boasson Hagen \| TotalEnergies \| + 0" \| \| \| 8è \| Olav Kooij \| Jumbo-Visma \| + 0" \| \| \| 9è \| Arnaud Démare \| Groupama-FDJ \| + 0" \| \| \| 10è \| Matteo Moschetti \| Trek-Segafredo \| + 0" \| \| |                      |                                    |            |
| |                      |                                    |            |
| Font: ProCyclingStats |                      |                                    |            |
| Classificació de l'etapa |                      |                                    |            |
| Corredor | Corredor             | Equip                              | Temps      |
| 1r | Phil Bauhaus         | Bahrain Victorious                 | 3h 39' 58" |
| 2n | Giacomo Nizzolo      | Israel-Premier Tech                | + 0"       |
| 3r | Kaden Groves         | BikeExchange-Jayco                 | + 0"       |
| 4t | Davide Cimolai       | Cofidis                            | + 0"       |
| 5è | Alberto Dainese      | Team DSM                           | + 0"       |
| 6è | Alexander Kristoff   | Intermarché-Wanty-Gobert Matériaux | + 0"       |
| 7è | Edvald Boasson Hagen | TotalEnergies                      | + 0"       |
| 8è | Olav Kooij           | Jumbo-Visma                        | + 0"       |
| 9è | Arnaud Démare        | Groupama-FDJ                       | + 0"       |
| 10è | Matteo Moschetti     | Trek-Segafredo                     | + 0"       |

## Classificacions finals

### Classificació general
| \| Classificació general \| Classificació general \| Classificació general \| Classificació general \| Classificació general \| \| Corredor \| Corredor \| Equip \| Temps \| \| \| --------------------- \| ----------------------------- \| --------------------- \| --------------------- \| --------------------- \| \| 1r \| Tadej Pogačar \| UAE Team Emirates \| 27h 25' 53" \| \| \| 2n \| Jonas Vingegaard \| Jumbo-Visma \| + 1' 52" \| \| \| 3r \| Mikel Landa Meana \| Bahrain Victorious \| + 2' 33" \| \| \| 4t \| Richie Porte \| Ineos Grenadiers \| + 2' 44" \| \| \| 5è \| Jai Hindley \| Bora-Hansgrohe \| + 3' 05" \| \| \| 6è \| Thymen Arensman \| Team DSM \| + 3' 16" \| \| \| 7è \| Damiano Caruso \| Bahrain Victorious \| + 3' 20" \| \| \| 8è \| Thibaut Pinot \| Groupama-FDJ \| + 3' 37" \| \| \| 9è \| Peio Bilbao López de Armentia \| Bahrain Victorious \| + 3' 51" \| \| \| 10è \| Giulio Ciccone \| Trek-Segafredo \| + 4' 03" \| \| |                               |                    |             |
| |                               |                    |             |
| Font: ProCyclingStats |                               |                    |             |
| Classificació general |                               |                    |             |
| Corredor | Corredor                      | Equip              | Temps       |
| 1r | Tadej Pogačar                 | UAE Team Emirates  | 27h 25' 53" |
| 2n | Jonas Vingegaard              | Jumbo-Visma        | + 1' 52"    |
| 3r | Mikel Landa Meana             | Bahrain Victorious | + 2' 33"    |
| 4t | Richie Porte                  | Ineos Grenadiers   | + 2' 44"    |
| 5è | Jai Hindley                   | Bora-Hansgrohe     | + 3' 05"    |
| 6è | Thymen Arensman               | Team DSM           | + 3' 16"    |
| 7è | Damiano Caruso                | Bahrain Victorious | + 3' 20"    |
| 8è | Thibaut Pinot                 | Groupama-FDJ       | + 3' 37"    |
| 9è | Peio Bilbao López de Armentia | Bahrain Victorious | + 3' 51"    |
| 10è | Giulio Ciccone                | Trek-Segafredo     | + 4' 03"    |

| Classificació per punts | Classificació per punts | Classificació per punts | Classificació per punts | Classificació per punts |
| Corredor                | Corredor                | Equip                   | Punts                   |                         |
| ----------------------- | ----------------------- | ----------------------- | ----------------------- | ----------------------- |
| 1r                      | Tadej Pogačar           | UAE Team Emirates       | 44 pts                  |                         |
| 2n                      | Jonas Vingegaard        | Jumbo-Visma             | 24 pts                  |                         |
| 3r                      | Phil Bauhaus            | Bahrain Victorious      | 21 pts                  |                         |
| 4t                      | Olav Kooij              | Jumbo-Visma             | 21 pts                  |                         |
| 5è                      | Remco Evenepoel         | Quick-Step Alpha Vinyl  | 19 pts                  |                         |
| 6è                      | Tim Merlier             | Alpecin-Fenix           | 18 pts                  |                         |
| 7è                      | Kaden Groves            | BikeExchange-Jayco      | 16 pts                  |                         |
| 8è                      | Richie Porte            | Ineos Grenadiers        | 13 pts                  |                         |
| 9è                      | Giacomo Nizzolo         | Israel-Premier Tech     | 13 pts                  |                         |
| 10è                     | Warren Barguil          | Arkéa-Samsic            | 12 pts                  |                         |

| Classificació per punts | Classificació per punts | Classificació per punts | Classificació per punts | Classificació per punts |
| Corredor                | Corredor                | Equip                   | Punts                   |                         |
| ----------------------- | ----------------------- | ----------------------- | ----------------------- | ----------------------- |
| 1r                      | Tadej Pogačar           | UAE Team Emirates       | 44 pts                  |                         |
| 2n                      | Jonas Vingegaard        | Jumbo-Visma             | 24 pts                  |                         |
| 3r                      | Phil Bauhaus            | Bahrain Victorious      | 21 pts                  |                         |
| 4t                      | Olav Kooij              | Jumbo-Visma             | 21 pts                  |                         |
| 5è                      | Remco Evenepoel         | Quick-Step Alpha Vinyl  | 19 pts                  |                         |
| 6è                      | Tim Merlier             | Alpecin-Fenix           | 18 pts                  |                         |
| 7è                      | Kaden Groves            | BikeExchange-Jayco      | 16 pts                  |                         |
| 8è                      | Richie Porte            | Ineos Grenadiers        | 13 pts                  |                         |
| 9è                      | Giacomo Nizzolo         | Israel-Premier Tech     | 13 pts                  |                         |
| 10è                     | Warren Barguil          | Arkéa-Samsic            | 12 pts                  |                         |

| Classificació de la muntanya | Classificació de la muntanya | Classificació de la muntanya | Classificació de la muntanya | Classificació de la muntanya |
| Corredor                     | Corredor                     | Equip                        | Punts                        |                              |
| ---------------------------- | ---------------------------- | ---------------------------- | ---------------------------- | ---------------------------- |
| 1r                           | Quinn Simmons                | Trek-Segafredo               | 35 pts                       |                              |
| 2n                           | Tadej Pogačar                | UAE Team Emirates            | 25 pts                       |                              |
| 3r                           | Jonas Vingegaard             | Jumbo-Visma                  | 15 pts                       |                              |
| 4t                           | Davide Bais                  | Eolo-Kometa                  | 13 pts                       |                              |
| 5è                           | Damiano Caruso               | Bahrain Victorious           | 11 pts                       |                              |
| 6è                           | Mikel Landa Meana            | Bahrain Victorious           | 10 pts                       |                              |
| 7è                           | Warren Barguil               | Arkéa-Samsic                 | 9 pts                        |                              |
| 8è                           | Xandro Meurisse              | Alpecin-Fenix                | 9 pts                        |                              |
| 9è                           | Francesco Gavazzi            | Eolo-Kometa                  | 8 pts                        |                              |
| 10è                          | Richie Porte                 | Ineos Grenadiers             | 7 pts                        |                              |

| Classificació de la muntanya | Classificació de la muntanya | Classificació de la muntanya | Classificació de la muntanya | Classificació de la muntanya |
| Corredor                     | Corredor                     | Equip                        | Punts                        |                              |
| ---------------------------- | ---------------------------- | ---------------------------- | ---------------------------- | ---------------------------- |
| 1r                           | Quinn Simmons                | Trek-Segafredo               | 35 pts                       |                              |
| 2n                           | Tadej Pogačar                | UAE Team Emirates            | 25 pts                       |                              |
| 3r                           | Jonas Vingegaard             | Jumbo-Visma                  | 15 pts                       |                              |
| 4t                           | Davide Bais                  | Eolo-Kometa                  | 13 pts                       |                              |
| 5è                           | Damiano Caruso               | Bahrain Victorious           | 11 pts                       |                              |
| 6è                           | Mikel Landa Meana            | Bahrain Victorious           | 10 pts                       |                              |
| 7è                           | Warren Barguil               | Arkéa-Samsic                 | 9 pts                        |                              |
| 8è                           | Xandro Meurisse              | Alpecin-Fenix                | 9 pts                        |                              |
| 9è                           | Francesco Gavazzi            | Eolo-Kometa                  | 8 pts                        |                              |
| 10è                          | Richie Porte                 | Ineos Grenadiers             | 7 pts                        |                              |

| Classificació del millor jove | Classificació del millor jove | Classificació del millor jove   | Classificació del millor jove | Classificació del millor jove |
| Corredor                      | Corredor                      | Equip                           | Temps                         |                               |
| ----------------------------- | ----------------------------- | ------------------------------- | ----------------------------- | ----------------------------- |
| 1r                            | Tadej Pogačar                 | UAE Team Emirates               | 27h 25' 53"                   |                               |
| 2n                            | Thymen Arensman               | Team DSM                        | + 3' 16"                      |                               |
| 3r                            | Remco Evenepoel               | Quick-Step Alpha Vinyl          | + 4' 20"                      |                               |
| 4t                            | Jefferson Cepeda              | Caja Rural-Seguros RGA          | + 19' 56"                     |                               |
| 5è                            | Natnael Tesfatsion            | Drone Hopper-Androni Giocattoli | + 25' 03"                     |                               |
| 6è                            | Matteo Sobrero                | BikeExchange-Jayco              | + 29' 59"                     |                               |
| 7è                            | Valentin Ferron               | TotalEnergies                   | + 38' 32"                     |                               |
| 8è                            | Quinn Simmons                 | Trek-Segafredo                  | + 43' 28"                     |                               |
| 9è                            | Einer Rubio                   | Movistar Team                   | + 47' 06"                     |                               |
| 10è                           | Mikkel Frølich Honoré         | Quick-Step Alpha Vinyl          | + 1h 00' 49"                  |                               |

| Classificació del millor jove | Classificació del millor jove | Classificació del millor jove   | Classificació del millor jove | Classificació del millor jove |
| Corredor                      | Corredor                      | Equip                           | Temps                         |                               |
| ----------------------------- | ----------------------------- | ------------------------------- | ----------------------------- | ----------------------------- |
| 1r                            | Tadej Pogačar                 | UAE Team Emirates               | 27h 25' 53"                   |                               |
| 2n                            | Thymen Arensman               | Team DSM                        | + 3' 16"                      |                               |
| 3r                            | Remco Evenepoel               | Quick-Step Alpha Vinyl          | + 4' 20"                      |                               |
| 4t                            | Jefferson Cepeda              | Caja Rural-Seguros RGA          | + 19' 56"                     |                               |
| 5è                            | Natnael Tesfatsion            | Drone Hopper-Androni Giocattoli | + 25' 03"                     |                               |
| 6è                            | Matteo Sobrero                | BikeExchange-Jayco              | + 29' 59"                     |                               |
| 7è                            | Valentin Ferron               | TotalEnergies                   | + 38' 32"                     |                               |
| 8è                            | Quinn Simmons                 | Trek-Segafredo                  | + 43' 28"                     |                               |
| 9è                            | Einer Rubio                   | Movistar Team                   | + 47' 06"                     |                               |
| 10è                           | Mikkel Frølich Honoré         | Quick-Step Alpha Vinyl          | + 1h 00' 49"                  |                               |

| Classificació per equips | Classificació per equips        | Classificació per equips | Classificació per equips |
| Equip                    | Equip                           | Temps                    |                          |
| ------------------------ | ------------------------------- | ------------------------ | ------------------------ |
| 1r                       | Bahrain Victorious              | 82h 26' 46"              |                          |
| 2n                       | UAE Team Emirates               | + 8' 11"                 |                          |
| 3r                       | Bora-Hansgrohe                  | + 19' 04"                |                          |
| 4t                       | Ineos Grenadiers                | + 27' 06"                |                          |
| 5è                       | Cofidis                         | + 29' 06"                |                          |
| 6è                       | Team DSM                        | + 34' 16"                |                          |
| 7è                       | AG2R Citroën Team               | + 35' 14"                |                          |
| 8è                       | Movistar Team                   | + 35' 54"                |                          |
| 9è                       | Drone Hopper-Androni Giocattoli | + 40' 08"                |                          |
| 10è                      | Eolo-Kometa                     | + 43' 37"                |                          |

| Classificació per equips | Classificació per equips        | Classificació per equips | Classificació per equips |
| Equip                    | Equip                           | Temps                    |                          |
| ------------------------ | ------------------------------- | ------------------------ | ------------------------ |
| 1r                       | Bahrain Victorious              | 82h 26' 46"              |                          |
| 2n                       | UAE Team Emirates               | + 8' 11"                 |                          |
| 3r                       | Bora-Hansgrohe                  | + 19' 04"                |                          |
| 4t                       | Ineos Grenadiers                | + 27' 06"                |                          |
| 5è                       | Cofidis                         | + 29' 06"                |                          |
| 6è                       | Team DSM                        | + 34' 16"                |                          |
| 7è                       | AG2R Citroën Team               | + 35' 14"                |                          |
| 8è                       | Movistar Team                   | + 35' 54"                |                          |
| 9è                       | Drone Hopper-Androni Giocattoli | + 40' 08"                |                          |
| 10è                      | Eolo-Kometa                     | + 43' 37"                |                          |

## Evolució de les classificacions
| Etapa                  | Vencedor               | Classificació general | Classificació per punts | Classificació de la muntanya | Classificació dels joves | Classificació per equips |
| ---------------------- | ---------------------- | --------------------- | ----------------------- | ---------------------------- | ------------------------ | ------------------------ |
| 1                      | Filippo Ganna          | Filippo Ganna         | Filippo Ganna           | no entregat                  | Remco Evenepoel          | Quick-Step Alpha Vinyl   |
| 2                      | Tim Merlier            | Filippo Ganna         | Filippo Ganna           | Davide Bais                  | Remco Evenepoel          | Quick-Step Alpha Vinyl   |
| 3                      | Caleb Ewan             | Filippo Ganna         | Tim Merlier             | Davide Bais                  | Remco Evenepoel          | Quick-Step Alpha Vinyl   |
| 4                      | Tadej Pogačar          | Tadej Pogačar         | Tadej Pogačar           | Quinn Simmons                | Tadej Pogačar            | Ineos Grenadiers         |
| 5                      | Warren Barguil         | Tadej Pogačar         | Tadej Pogačar           | Quinn Simmons                | Tadej Pogačar            | Bahrain Victorious       |
| 6                      | Tadej Pogačar          | Tadej Pogačar         | Tadej Pogačar           | Quinn Simmons                | Tadej Pogačar            | Bahrain Victorious       |
| 7                      | Phil Bauhaus           | Tadej Pogačar         | Tadej Pogačar           | Quinn Simmons                | Tadej Pogačar            | Bahrain Victorious       |
| Classificacions finals | Classificacions finals | Tadej Pogačar         | Tadej Pogačar           | Quinn Simmons                | Tadej Pogačar            | Bahrain Victorious       |

## Llista de participants
| UAE Team Emirates UAD | UAE Team Emirates UAD                 | UAE Team Emirates UAD |
| --------------------- | ------------------------------------- | --------------------- |
| Núm                   | Ciclista                              | Pos                   |
| 1                     | Tadej Pogačar (SLO)                   | 1r                    |
| 2                     | Pascal Ackermann (GER)                | 129è                  |
| 3                     | Mikkel Bjerg (DEN)                    | 139è                  |
| 4                     | Davide Formolo (ITA)                  | 46è                   |
| 5                     | Rafał Majka (POL)                     | 25è                   |
| 6                     | Maximiliano Richeze Araquistain (ARG) | 136è                  |
| 7                     | Marc Soler i Giménez (ESP)            | 15è                   |

| AG2R Citroën Team ACT | AG2R Citroën Team ACT   | AG2R Citroën Team ACT |
| --------------------- | ----------------------- | --------------------- |
| Núm                   | Ciclista                | Pos                   |
| 11                    | Greg Van Avermaet (BEL) | 57è                   |
| 12                    | Geoffrey Bouchard (FRA) | 22è                   |
| 13                    | Lilian Calmejane (FRA)  | 36è                   |
| 14                    | Benoît Cosnefroy (FRA)  | 54è                   |
| 15                    | Bob Jungels (LUX)       | 23è                   |
| 16                    | Michael Schär (SUI)     | 43è                   |
| 17                    | Andrea Vendrame (ITA)   | 52è                   |

| Alpecin-Fenix AFC | Alpecin-Fenix AFC       | Alpecin-Fenix AFC |
| ----------------- | ----------------------- | ----------------- |
| Núm               | Ciclista                | Pos               |
| 21                | Tim Merlier (BEL)       | 114è              |
| 22                | Michael Gogl (AUT)      | 67è               |
| 23                | Xandro Meurisse (BEL)   | 42è               |
| 24                | Stefano Oldani (ITA)    | DNF-6             |
| 25                | Edward Planckaert (BEL) | 121è              |
| 26                | Robert Stannard (AUS)   | DNF-7             |
| 27                | Gianni Vermeersch (BEL) | 78è               |

| Astana Qazaqstan Team AST | Astana Qazaqstan Team AST       | Astana Qazaqstan Team AST |
| ------------------------- | ------------------------------- | ------------------------- |
| Núm                       | Ciclista                        | Pos                       |
| 31                        | Miguel Ángel López Moreno (COL) | 21è                       |
| 32                        | Leonardo Basso (ITA)            | 127è                      |
| 33                        | Manuele Boaro (ITA)             | 86è                       |
| 34                        | Davide Martinelli (ITA)         | 113è                      |
| 35                        | Gianni Moscon (ITA)             | 118è                      |
| 36                        | Harold Tejada (COL)             | DNF-6                     |
| 37                        | Simone Velasco (ITA)            | 35è                       |

| Bahrain Victorious TBV | Bahrain Victorious TBV              | Bahrain Victorious TBV |
| ---------------------- | ----------------------------------- | ---------------------- |
| Núm                    | Ciclista                            | Pos                    |
| 41                     | Damiano Caruso (ITA)                | 7è                     |
| 42                     | Phil Bauhaus (GER)                  | 124è                   |
| 43                     | Peio Bilbao López de Armentia (ESP) | 9è                     |
| 44                     | Heinrich Haussler (AUS)             | 112è                   |
| 45                     | Mikel Landa Meana (ESP)             | 3r                     |
| 46                     | Jan Tratnik (SLO)                   | 87è                    |
| 47                     | Jasha Sütterlin (GER)               | 95è                    |

| Bardiani CSF Faizanè BCF | Bardiani CSF Faizanè BCF | Bardiani CSF Faizanè BCF |
| ------------------------ | ------------------------ | ------------------------ |
| Núm                      | Ciclista                 | Pos                      |
| 51                       | Giovanni Visconti (ITA)  | DNF-2                    |
| 52                       | Jonathan Cañaveral (COL) | 143è                     |
| 53                       | Filippo Fiorelli (ITA)   | 138è                     |
| 54                       | Davide Gabburo (ITA)     | 137è                     |
| 55                       | Sacha Modolo (ITA)       | 97è                      |
| 56                       | Luca Rastelli (ITA)      | 101è                     |
| 57                       | Alessandro Tonelli (ITA) | 51è                      |

| Bora-Hansgrohe BOH | Bora-Hansgrohe BOH     | Bora-Hansgrohe BOH |
| ------------------ | ---------------------- | ------------------ |
| Núm                | Ciclista               | Pos                |
| 61                 | Wilco Kelderman (NED)  | 19è                |
| 62                 | Cesare Benedetti (POL) | 82è                |
| 63                 | Emanuel Buchmann (GER) | 28è                |
| 64                 | Matteo Fabbro (ITA)    | 61è                |
| 65                 | Marco Haller (AUT)     | 103è               |
| 66                 | Jai Hindley (AUS)      | 5è                 |
| 67                 | Jordi Meeus (BEL)      | 130è               |

| Cofidis COF | Cofidis COF           | Cofidis COF |
| ----------- | --------------------- | ----------- |
| Núm         | Ciclista              | Pos         |
| 71          | Benjamin Thomas (FRA) | 75è         |
| 73          | Davide Cimolai (ITA)  | 127è        |
| 74          | Simone Consonni (ITA) | NP-5        |
| 75          | Victor Lafay (FRA)    | 16è         |
| 76          | Anthony Perez (FRA)   | 39è         |
| 77          | Davide Villella (ITA) | 29è         |

| Drone Hopper-Androni Giocattoli DRA | Drone Hopper-Androni Giocattoli DRA | Drone Hopper-Androni Giocattoli DRA |
| ----------------------------------- | ----------------------------------- | ----------------------------------- |
| Núm                                 | Ciclista                            | Pos                                 |
| 81                                  | Mattia Bais (ITA)                   | DNF-7                               |
| 82                                  | Alexander Cepeda (ECU)              | 30è                                 |
| 83                                  | Umberto Marengo (ITA)               | 107è                                |
| 84                                  | Jhonatan Restrepo Valencia (COL)    | NP-7                                |
| 85                                  | Eduardo Sepúlveda (ARG)             | 26è                                 |
| 86                                  | Natnael Tesfatsion (ERI)            | 37è                                 |
| 87                                  | Edoardo Zardini (ITA)               | 83è                                 |

| EF Education-EasyPost EFE | EF Education-EasyPost EFE      | EF Education-EasyPost EFE |
| ------------------------- | ------------------------------ | ------------------------- |
| Núm                       | Ciclista                       | Pos                       |
| 91                        | Rigoberto Urán (COL)           | 14è                       |
| 92                        | Ruben Guerreiro (POR)          | DNF-3                     |
| 93                        | Michael Valgren Andersen (DEN) | 81è                       |
| 94                        | Magnus Cort Nielsen (DEN)      | DNF-7                     |
| 95                        | Mark Padun (UKR)               | DNF-5                     |
| 96                        | Jonathan Caicedo Cepeda (ECU)  | 66è                       |
| 97                        | Thomas Scully (NZL)            | 140è                      |

| Eolo-Kometa EOK | Eolo-Kometa EOK         | Eolo-Kometa EOK |
| --------------- | ----------------------- | --------------- |
| Núm             | Ciclista                | Pos             |
| 101             | Diego Rosa (ITA)        | 38è             |
| 102             | Vincenzo Albanese (ITA) | 79è             |
| 103             | Davide Bais (ITA)       | 133è            |
| 104             | Lorenzo Fortunato (ITA) | 18è             |
| 105             | Francesco Gavazzi (ITA) | 39è             |
| 106             | Giovanni Lonardi (ITA)  | 119è            |
| 107             | Mirco Maestri (ITA)     | 96è             |

| Groupama-FDJ GFC | Groupama-FDJ GFC                 | Groupama-FDJ GFC |
| ---------------- | -------------------------------- | ---------------- |
| Núm              | Ciclista                         | Pos              |
| 111              | Thibaut Pinot (FRA)              | 8è               |
| 112              | Arnaud Démare (FRA)              | 77è              |
| 113              | Antoine Duchesne (CAN)           | 49è              |
| 114              | Jacopo Guarnieri (ITA)           | 134è             |
| 115              | Ignatas Konovalovas (LTU) (ruta) | 104è             |
| 116              | Tobias Ludvigsson (SWE)          | 53è              |
| 117              | Ramon Sinkeldam (NED)            | 126è             |

| Ineos Grenadiers IGD | Ineos Grenadiers IGD                     | Ineos Grenadiers IGD |
| -------------------- | ---------------------------------------- | -------------------- |
| Núm                  | Ciclista                                 | Pos                  |
| 121                  | Richard Carapaz Montenegro (ECU) (crono) | NP-5                 |
| 122                  | Filippo Ganna (ITA) (crono)              | 71è                  |
| 123                  | Tao Geoghegan Hart (GBR)                 | NP-7                 |
| 124                  | Jhonatan Narváez Prado (ECU)             | DNF-6                |
| 125                  | Richie Porte (AUS)                       | 4t                   |
| 126                  | Ben Swift (GBR) (ruta)                   | 58è                  |
| 127                  | Elia Viviani (ITA)                       | DNF-6                |

| Intermarché-Wanty-Gobert Matériaux IWG | Intermarché-Wanty-Gobert Matériaux IWG | Intermarché-Wanty-Gobert Matériaux IWG |
| -------------------------------------- | -------------------------------------- | -------------------------------------- |
| Núm                                    | Ciclista                               | Pos                                    |
| 131                                    | Alexander Kristoff (NOR)               | 85è                                    |
| 132                                    | Sven Erik Bystrøm (NOR)                | 60è                                    |
| 133                                    | Andrea Pasqualon (ITA)                 | 70è                                    |
| 134                                    | Adrien Petit (FRA)                     | 117è                                   |
| 135                                    | Domenico Pozzovivo (ITA)               | 13è                                    |
| 136                                    | Lorenzo Rota (ITA)                     | 24è                                    |
| 137                                    | Taco van der Hoorn (NED)               | 141è                                   |

| Israel-Premier Tech IPT | Israel-Premier Tech IPT | Israel-Premier Tech IPT |
| ----------------------- | ----------------------- | ----------------------- |
| Núm                     | Ciclista                | Pos                     |
| 141                     | Jakob Fuglsang (DEN)    | 41è                     |
| 142                     | Matthias Brändle (AUT)  | 110è                    |
| 143                     | Alex Dowsett (GBR)      | 111è                    |
| 144                     | Daryl Impey (RSA)       | 76è                     |
| 145                     | Krists Neilands (LAT)   | 64è                     |
| 146                     | Giacomo Nizzolo (ITA)   | 116è                    |
| 147                     | Rick Zabel (GER)        | 142è                    |

| Jumbo-Visma TJV | Jumbo-Visma TJV          | Jumbo-Visma TJV |
| --------------- | ------------------------ | --------------- |
| Núm             | Ciclista                 | Pos             |
| 151             | Jonas Vingegaard (DEN)   | 2n              |
| 152             | Edoardo Affini (ITA)     | 109è            |
| 153             | Koen Bouwman (NED)       | 34è             |
| 154             | Olav Kooij (NED)         | 115è            |
| 155             | Sepp Kuss (USA)          | 68è             |
| 156             | Tosh Van der Sande (BEL) | 65è             |
| 157             | Jos van Emden (NED)      | 91è             |

| Lotto-Soudal LTS | Lotto-Soudal LTS          | Lotto-Soudal LTS |
| ---------------- | ------------------------- | ---------------- |
| Núm              | Ciclista                  | Pos              |
| 161              | Tim Wellens (BEL)         | DNF-6            |
| 162              | Caleb Ewan (AUS)          | DNF-4            |
| 163              | Roger Kluge (GER)         | 125è             |
| 164              | Michael Schwarzmann (GER) | 120è             |
| 165              | Rüdiger Selig (GER)       | DNF-5            |
| 166              | Harry Sweeny (AUS)        | 99è              |
| 167              | Maxim Van Gils (BEL)      | DNF-5            |

| Movistar Team MOV | Movistar Team MOV                 | Movistar Team MOV |
| ----------------- | --------------------------------- | ----------------- |
| Núm               | Ciclista                          | Pos               |
| 171               | Enric Mas Nicolau (ESP)           | NP-7              |
| 172               | Alexander Aranburu Deba (ESP)     | 29è               |
| 173               | Jorge Arcas (ESP)                 | 62è               |
| 174               | Mathias Norsgaard Jørgensen (DEN) | 108è              |
| 175               | Lluís Mas Bonet (ESP)             | DNF-6             |
| 176               | Nélson Oliveira (POR)             | 32è               |
| 177               | Einer Rubio (COL)                 | 72è               |

| Quick-Step Alpha Vinyl QST | Quick-Step Alpha Vinyl QST      | Quick-Step Alpha Vinyl QST |
| -------------------------- | ------------------------------- | -------------------------- |
| Núm                        | Ciclista                        | Pos                        |
| 181                        | Julian Alaphilippe (FRA) (ruta) | 33è                        |
| 182                        | Kasper Asgreen (DEN) (crono)    | 88è                        |
| 183                        | Davide Ballerini (ITA)          | 80è                        |
| 184                        | Mark Cavendish (GBR)            | 128è                       |
| 185                        | Josef Černý (CZE) (crono)       | 135è                       |
| 186                        | Remco Evenepoel (BEL)           | 11è                        |
| 187                        | Mikkel Frølich Honoré (DEN)     | 93è                        |

| Arkéa-Samsic ARK | Arkéa-Samsic ARK         | Arkéa-Samsic ARK |
| ---------------- | ------------------------ | ---------------- |
| Núm              | Ciclista                 | Pos              |
| 191              | Warren Barguil (FRA)     | 20è              |
| 192              | Maxime Bouet (FRA)       | 31è              |
| 193              | Nacer Bouhanni (FRA)     | NP-5             |
| 194              | Thibault Guernalec (FRA) | NP-6             |
| 195              | Daniel McLay (GBR)       | NP-6             |
| 196              | Alan Riou (FRA)          | 106è             |
| 197              | Clément Russo (FRA)      | 84è              |

| BikeExchange-Jayco BEX | BikeExchange-Jayco BEX       | BikeExchange-Jayco BEX |
| ---------------------- | ---------------------------- | ---------------------- |
| Núm                    | Ciclista                     | Pos                    |
| 201                    | Michael Matthews (AUS)       | 50è                    |
| 202                    | Lawson Craddock (USA)        | 92è                    |
| 203                    | Alexander Edmondson (AUS)    | 94è                    |
| 204                    | Tsgabu Grmay (ETH)           | 69è                    |
| 205                    | Kaden Groves (AUS)           | 132è                   |
| 206                    | Alexander Konychev (ITA)     | 105è                   |
| 207                    | Matteo Sobrero (ITA) (crono) | 44è                    |

| Team DSM DSM | Team DSM DSM            | Team DSM DSM |
| ------------ | ----------------------- | ------------ |
| Núm          | Ciclista                | Pos          |
| 211          | Romain Bardet (FRA)     | 12è          |
| 212          | Thymen Arensman (NED)   | 6è           |
| 213          | Nikias Arndt (GER)      | 75è          |
| 214          | Alberto Dainese (ITA)   | 122è         |
| 215          | Chris Hamilton (AUS)    | 74è          |
| 216          | Joris Nieuwenhuis (NED) | 100è         |
| 217          | Martijn Tusveld (NED)   | 98è          |

| TotalEnergies TEN | TotalEnergies TEN               | TotalEnergies TEN |
| ----------------- | ------------------------------- | ----------------- |
| Núm               | Ciclista                        | Pos               |
| 221               | Peter Sagan (SVK) (ruta)        | NP-3              |
| 222               | Edvald Boasson Hagen (NOR)      | 73è               |
| 223               | Maciej Bodnar (POL) (crono)     | 123è              |
| 224               | Valentin Ferron (FRA)           | 55è               |
| 225               | Daniel Oss (ITA)                | 89è               |
| 226               | Cristián Rodríguez Martín (ESP) | 17è               |
| 227               | Julien Simon (FRA)              | 56è               |

| Trek-Segafredo TFS | Trek-Segafredo TFS                | Trek-Segafredo TFS |
| ------------------ | --------------------------------- | ------------------ |
| Núm                | Ciclista                          | Pos                |
| 231                | Giulio Ciccone (ITA)              | 10è                |
| 232                | Gianluca Brambilla (ITA)          | 48è                |
| 233                | Dario Cataldo (ITA)               | 45è                |
| 234                | Matteo Moschetti (ITA)            | 131è               |
| 235                | Quinn Simmons (USA)               | 63è                |
| 236                | Toms Skujiņš (LAT) (ruta i crono) | 59è                |
| 237                | Edward Theuns (BEL)               | 102è               |

| UAE Team Emirates UAD | UAE Team Emirates UAD                 | UAE Team Emirates UAD |
| --------------------- | ------------------------------------- | --------------------- |
| Núm                   | Ciclista                              | Pos                   |
| 1                     | Tadej Pogačar (SLO)                   | 1r                    |
| 2                     | Pascal Ackermann (GER)                | 129è                  |
| 3                     | Mikkel Bjerg (DEN)                    | 139è                  |
| 4                     | Davide Formolo (ITA)                  | 46è                   |
| 5                     | Rafał Majka (POL)                     | 25è                   |
| 6                     | Maximiliano Richeze Araquistain (ARG) | 136è                  |
| 7                     | Marc Soler i Giménez (ESP)            | 15è                   |

| AG2R Citroën Team ACT | AG2R Citroën Team ACT   | AG2R Citroën Team ACT |
| --------------------- | ----------------------- | --------------------- |
| Núm                   | Ciclista                | Pos                   |
| 11                    | Greg Van Avermaet (BEL) | 57è                   |
| 12                    | Geoffrey Bouchard (FRA) | 22è                   |
| 13                    | Lilian Calmejane (FRA)  | 36è                   |
| 14                    | Benoît Cosnefroy (FRA)  | 54è                   |
| 15                    | Bob Jungels (LUX)       | 23è                   |
| 16                    | Michael Schär (SUI)     | 43è                   |
| 17                    | Andrea Vendrame (ITA)   | 52è                   |

| Alpecin-Fenix AFC | Alpecin-Fenix AFC       | Alpecin-Fenix AFC |
| ----------------- | ----------------------- | ----------------- |
| Núm               | Ciclista                | Pos               |
| 21                | Tim Merlier (BEL)       | 114è              |
| 22                | Michael Gogl (AUT)      | 67è               |
| 23                | Xandro Meurisse (BEL)   | 42è               |
| 24                | Stefano Oldani (ITA)    | DNF-6             |
| 25                | Edward Planckaert (BEL) | 121è              |
| 26                | Robert Stannard (AUS)   | DNF-7             |
| 27                | Gianni Vermeersch (BEL) | 78è               |

| Astana Qazaqstan Team AST | Astana Qazaqstan Team AST       | Astana Qazaqstan Team AST |
| ------------------------- | ------------------------------- | ------------------------- |
| Núm                       | Ciclista                        | Pos                       |
| 31                        | Miguel Ángel López Moreno (COL) | 21è                       |
| 32                        | Leonardo Basso (ITA)            | 127è                      |
| 33                        | Manuele Boaro (ITA)             | 86è                       |
| 34                        | Davide Martinelli (ITA)         | 113è                      |
| 35                        | Gianni Moscon (ITA)             | 118è                      |
| 36                        | Harold Tejada (COL)             | DNF-6                     |
| 37                        | Simone Velasco (ITA)            | 35è                       |

| Bahrain Victorious TBV | Bahrain Victorious TBV              | Bahrain Victorious TBV |
| ---------------------- | ----------------------------------- | ---------------------- |
| Núm                    | Ciclista                            | Pos                    |
| 41                     | Damiano Caruso (ITA)                | 7è                     |
| 42                     | Phil Bauhaus (GER)                  | 124è                   |
| 43                     | Peio Bilbao López de Armentia (ESP) | 9è                     |
| 44                     | Heinrich Haussler (AUS)             | 112è                   |
| 45                     | Mikel Landa Meana (ESP)             | 3r                     |
| 46                     | Jan Tratnik (SLO)                   | 87è                    |
| 47                     | Jasha Sütterlin (GER)               | 95è                    |

| Bardiani CSF Faizanè BCF | Bardiani CSF Faizanè BCF | Bardiani CSF Faizanè BCF |
| ------------------------ | ------------------------ | ------------------------ |
| Núm                      | Ciclista                 | Pos                      |
| 51                       | Giovanni Visconti (ITA)  | DNF-2                    |
| 52                       | Jonathan Cañaveral (COL) | 143è                     |
| 53                       | Filippo Fiorelli (ITA)   | 138è                     |
| 54                       | Davide Gabburo (ITA)     | 137è                     |
| 55                       | Sacha Modolo (ITA)       | 97è                      |
| 56                       | Luca Rastelli (ITA)      | 101è                     |
| 57                       | Alessandro Tonelli (ITA) | 51è                      |

| Bora-Hansgrohe BOH | Bora-Hansgrohe BOH     | Bora-Hansgrohe BOH |
| ------------------ | ---------------------- | ------------------ |
| Núm                | Ciclista               | Pos                |
| 61                 | Wilco Kelderman (NED)  | 19è                |
| 62                 | Cesare Benedetti (POL) | 82è                |
| 63                 | Emanuel Buchmann (GER) | 28è                |
| 64                 | Matteo Fabbro (ITA)    | 61è                |
| 65                 | Marco Haller (AUT)     | 103è               |
| 66                 | Jai Hindley (AUS)      | 5è                 |
| 67                 | Jordi Meeus (BEL)      | 130è               |

| Cofidis COF | Cofidis COF           | Cofidis COF |
| ----------- | --------------------- | ----------- |
| Núm         | Ciclista              | Pos         |
| 71          | Benjamin Thomas (FRA) | 75è         |
| 73          | Davide Cimolai (ITA)  | 127è        |
| 74          | Simone Consonni (ITA) | NP-5        |
| 75          | Victor Lafay (FRA)    | 16è         |
| 76          | Anthony Perez (FRA)   | 39è         |
| 77          | Davide Villella (ITA) | 29è         |

| Drone Hopper-Androni Giocattoli DRA | Drone Hopper-Androni Giocattoli DRA | Drone Hopper-Androni Giocattoli DRA |
| ----------------------------------- | ----------------------------------- | ----------------------------------- |
| Núm                                 | Ciclista                            | Pos                                 |
| 81                                  | Mattia Bais (ITA)                   | DNF-7                               |
| 82                                  | Alexander Cepeda (ECU)              | 30è                                 |
| 83                                  | Umberto Marengo (ITA)               | 107è                                |
| 84                                  | Jhonatan Restrepo Valencia (COL)    | NP-7                                |
| 85                                  | Eduardo Sepúlveda (ARG)             | 26è                                 |
| 86                                  | Natnael Tesfatsion (ERI)            | 37è                                 |
| 87                                  | Edoardo Zardini (ITA)               | 83è                                 |

| EF Education-EasyPost EFE | EF Education-EasyPost EFE      | EF Education-EasyPost EFE |
| ------------------------- | ------------------------------ | ------------------------- |
| Núm                       | Ciclista                       | Pos                       |
| 91                        | Rigoberto Urán (COL)           | 14è                       |
| 92                        | Ruben Guerreiro (POR)          | DNF-3                     |
| 93                        | Michael Valgren Andersen (DEN) | 81è                       |
| 94                        | Magnus Cort Nielsen (DEN)      | DNF-7                     |
| 95                        | Mark Padun (UKR)               | DNF-5                     |
| 96                        | Jonathan Caicedo Cepeda (ECU)  | 66è                       |
| 97                        | Thomas Scully (NZL)            | 140è                      |

| Eolo-Kometa EOK | Eolo-Kometa EOK         | Eolo-Kometa EOK |
| --------------- | ----------------------- | --------------- |
| Núm             | Ciclista                | Pos             |
| 101             | Diego Rosa (ITA)        | 38è             |
| 102             | Vincenzo Albanese (ITA) | 79è             |
| 103             | Davide Bais (ITA)       | 133è            |
| 104             | Lorenzo Fortunato (ITA) | 18è             |
| 105             | Francesco Gavazzi (ITA) | 39è             |
| 106             | Giovanni Lonardi (ITA)  | 119è            |
| 107             | Mirco Maestri (ITA)     | 96è             |

| Groupama-FDJ GFC | Groupama-FDJ GFC                 | Groupama-FDJ GFC |
| ---------------- | -------------------------------- | ---------------- |
| Núm              | Ciclista                         | Pos              |
| 111              | Thibaut Pinot (FRA)              | 8è               |
| 112              | Arnaud Démare (FRA)              | 77è              |
| 113              | Antoine Duchesne (CAN)           | 49è              |
| 114              | Jacopo Guarnieri (ITA)           | 134è             |
| 115              | Ignatas Konovalovas (LTU) (ruta) | 104è             |
| 116              | Tobias Ludvigsson (SWE)          | 53è              |
| 117              | Ramon Sinkeldam (NED)            | 126è             |

| Ineos Grenadiers IGD | Ineos Grenadiers IGD                     | Ineos Grenadiers IGD |
| -------------------- | ---------------------------------------- | -------------------- |
| Núm                  | Ciclista                                 | Pos                  |
| 121                  | Richard Carapaz Montenegro (ECU) (crono) | NP-5                 |
| 122                  | Filippo Ganna (ITA) (crono)              | 71è                  |
| 123                  | Tao Geoghegan Hart (GBR)                 | NP-7                 |
| 124                  | Jhonatan Narváez Prado (ECU)             | DNF-6                |
| 125                  | Richie Porte (AUS)                       | 4t                   |
| 126                  | Ben Swift (GBR) (ruta)                   | 58è                  |
| 127                  | Elia Viviani (ITA)                       | DNF-6                |

| Intermarché-Wanty-Gobert Matériaux IWG | Intermarché-Wanty-Gobert Matériaux IWG | Intermarché-Wanty-Gobert Matériaux IWG |
| -------------------------------------- | -------------------------------------- | -------------------------------------- |
| Núm                                    | Ciclista                               | Pos                                    |
| 131                                    | Alexander Kristoff (NOR)               | 85è                                    |
| 132                                    | Sven Erik Bystrøm (NOR)                | 60è                                    |
| 133                                    | Andrea Pasqualon (ITA)                 | 70è                                    |
| 134                                    | Adrien Petit (FRA)                     | 117è                                   |
| 135                                    | Domenico Pozzovivo (ITA)               | 13è                                    |
| 136                                    | Lorenzo Rota (ITA)                     | 24è                                    |
| 137                                    | Taco van der Hoorn (NED)               | 141è                                   |

| Israel-Premier Tech IPT | Israel-Premier Tech IPT | Israel-Premier Tech IPT |
| ----------------------- | ----------------------- | ----------------------- |
| Núm                     | Ciclista                | Pos                     |
| 141                     | Jakob Fuglsang (DEN)    | 41è                     |
| 142                     | Matthias Brändle (AUT)  | 110è                    |
| 143                     | Alex Dowsett (GBR)      | 111è                    |
| 144                     | Daryl Impey (RSA)       | 76è                     |
| 145                     | Krists Neilands (LAT)   | 64è                     |
| 146                     | Giacomo Nizzolo (ITA)   | 116è                    |
| 147                     | Rick Zabel (GER)        | 142è                    |

| Jumbo-Visma TJV | Jumbo-Visma TJV          | Jumbo-Visma TJV |
| --------------- | ------------------------ | --------------- |
| Núm             | Ciclista                 | Pos             |
| 151             | Jonas Vingegaard (DEN)   | 2n              |
| 152             | Edoardo Affini (ITA)     | 109è            |
| 153             | Koen Bouwman (NED)       | 34è             |
| 154             | Olav Kooij (NED)         | 115è            |
| 155             | Sepp Kuss (USA)          | 68è             |
| 156             | Tosh Van der Sande (BEL) | 65è             |
| 157             | Jos van Emden (NED)      | 91è             |

| Lotto-Soudal LTS | Lotto-Soudal LTS          | Lotto-Soudal LTS |
| ---------------- | ------------------------- | ---------------- |
| Núm              | Ciclista                  | Pos              |
| 161              | Tim Wellens (BEL)         | DNF-6            |
| 162              | Caleb Ewan (AUS)          | DNF-4            |
| 163              | Roger Kluge (GER)         | 125è             |
| 164              | Michael Schwarzmann (GER) | 120è             |
| 165              | Rüdiger Selig (GER)       | DNF-5            |
| 166              | Harry Sweeny (AUS)        | 99è              |
| 167              | Maxim Van Gils (BEL)      | DNF-5            |

| Movistar Team MOV | Movistar Team MOV                 | Movistar Team MOV |
| ----------------- | --------------------------------- | ----------------- |
| Núm               | Ciclista                          | Pos               |
| 171               | Enric Mas Nicolau (ESP)           | NP-7              |
| 172               | Alexander Aranburu Deba (ESP)     | 29è               |
| 173               | Jorge Arcas (ESP)                 | 62è               |
| 174               | Mathias Norsgaard Jørgensen (DEN) | 108è              |
| 175               | Lluís Mas Bonet (ESP)             | DNF-6             |
| 176               | Nélson Oliveira (POR)             | 32è               |
| 177               | Einer Rubio (COL)                 | 72è               |

| Quick-Step Alpha Vinyl QST | Quick-Step Alpha Vinyl QST      | Quick-Step Alpha Vinyl QST |
| -------------------------- | ------------------------------- | -------------------------- |
| Núm                        | Ciclista                        | Pos                        |
| 181                        | Julian Alaphilippe (FRA) (ruta) | 33è                        |
| 182                        | Kasper Asgreen (DEN) (crono)    | 88è                        |
| 183                        | Davide Ballerini (ITA)          | 80è                        |
| 184                        | Mark Cavendish (GBR)            | 128è                       |
| 185                        | Josef Černý (CZE) (crono)       | 135è                       |
| 186                        | Remco Evenepoel (BEL)           | 11è                        |
| 187                        | Mikkel Frølich Honoré (DEN)     | 93è                        |

| Arkéa-Samsic ARK | Arkéa-Samsic ARK         | Arkéa-Samsic ARK |
| ---------------- | ------------------------ | ---------------- |
| Núm              | Ciclista                 | Pos              |
| 191              | Warren Barguil (FRA)     | 20è              |
| 192              | Maxime Bouet (FRA)       | 31è              |
| 193              | Nacer Bouhanni (FRA)     | NP-5             |
| 194              | Thibault Guernalec (FRA) | NP-6             |
| 195              | Daniel McLay (GBR)       | NP-6             |
| 196              | Alan Riou (FRA)          | 106è             |
| 197              | Clément Russo (FRA)      | 84è              |

| BikeExchange-Jayco BEX | BikeExchange-Jayco BEX       | BikeExchange-Jayco BEX |
| ---------------------- | ---------------------------- | ---------------------- |
| Núm                    | Ciclista                     | Pos                    |
| 201                    | Michael Matthews (AUS)       | 50è                    |
| 202                    | Lawson Craddock (USA)        | 92è                    |
| 203                    | Alexander Edmondson (AUS)    | 94è                    |
| 204                    | Tsgabu Grmay (ETH)           | 69è                    |
| 205                    | Kaden Groves (AUS)           | 132è                   |
| 206                    | Alexander Konychev (ITA)     | 105è                   |
| 207                    | Matteo Sobrero (ITA) (crono) | 44è                    |

| Team DSM DSM | Team DSM DSM            | Team DSM DSM |
| ------------ | ----------------------- | ------------ |
| Núm          | Ciclista                | Pos          |
| 211          | Romain Bardet (FRA)     | 12è          |
| 212          | Thymen Arensman (NED)   | 6è           |
| 213          | Nikias Arndt (GER)      | 75è          |
| 214          | Alberto Dainese (ITA)   | 122è         |
| 215          | Chris Hamilton (AUS)    | 74è          |
| 216          | Joris Nieuwenhuis (NED) | 100è         |
| 217          | Martijn Tusveld (NED)   | 98è          |

| TotalEnergies TEN | TotalEnergies TEN               | TotalEnergies TEN |
| ----------------- | ------------------------------- | ----------------- |
| Núm               | Ciclista                        | Pos               |
| 221               | Peter Sagan (SVK) (ruta)        | NP-3              |
| 222               | Edvald Boasson Hagen (NOR)      | 73è               |
| 223               | Maciej Bodnar (POL) (crono)     | 123è              |
| 224               | Valentin Ferron (FRA)           | 55è               |
| 225               | Daniel Oss (ITA)                | 89è               |
| 226               | Cristián Rodríguez Martín (ESP) | 17è               |
| 227               | Julien Simon (FRA)              | 56è               |

| Trek-Segafredo TFS | Trek-Segafredo TFS                | Trek-Segafredo TFS |
| ------------------ | --------------------------------- | ------------------ |
| Núm                | Ciclista                          | Pos                |
| 231                | Giulio Ciccone (ITA)              | 10è                |
| 232                | Gianluca Brambilla (ITA)          | 48è                |
| 233                | Dario Cataldo (ITA)               | 45è                |
| 234                | Matteo Moschetti (ITA)            | 131è               |
| 235                | Quinn Simmons (USA)               | 63è                |
| 236                | Toms Skujiņš (LAT) (ruta i crono) | 59è                |
| 237                | Edward Theuns (BEL)               | 102è               |